# Fernando (labdarúgó, 1987)
Fernando Francisco Reges vagy Fernando (Alto Paraíso, 1987. július 25. –) brazil labdarúgó, jelenleg az Internacional játékosa.

## Sikerei, díjai

### Klubcsapatokban
Vila Nova
- Goiano Területi Labdarúgó Bajnokság bajnok: 2005[2]

 Porto
- Portugál bajnok (4): 2008–09, 2010–11, 2011–12, 2012–13
- Portugál ligakupa-győztes (2): 2009–10, 2010–11
- Portugál szuperkupa-győztes (5): 2009, 2010, 2011, 2012, 2013
- Európa-liga-győztes (1): 2010–11[3]
- UEFA-szuperkupa ezüstérmes (1): 2011
- Portugál ligakupa ezüstérmes (2): 2009–10, 2012–13

 Manchester City
- Angol ligakupa-győztes: 2015–16[4]

 Galatasaray
- Török bajnok (2): 2017–18,[5] 2018–19[6]
- Török kupagyőztes (1): 2018–19[7]

 Sevilla
- Európa-liga-győztes (2): 2019–20,[8] 2022–23[9]

### A válogatottban
Brazília U20
- Dél-amerikai U20-as labdarúgó-bajnokság-győztes: 2007[10]

### Egyéni
- La Liga A hónap játékosa: 2021 április[11]

## Fordítás
Ez a szócikk részben vagy egészben  a   Fernando Francisco Reges című angol Wikipédia-szócikk fordításán alapul.  Az eredeti cikk szerkesztőit annak laptörténete sorolja fel. Ez a jelzés csupán a megfogalmazás eredetét és a szerzői jogokat jelzi, nem szolgál a cikkben szereplő információk forrásmegjelöléseként.